# Wilson Phillips
Wilson Phillips byla americká pěvecká kapela (1990 - 2004) ve složení Carnie Wilson,
Wendy Wilson a Chynna Phillips. Během svého působení docílili čtyř nominací Grammy, dvě American Music Award a jedné Billboard Music Award.

## Alba
- Wilson Phillips (1990)
- Shadows and Light (1992)
- Greatest Hits (2000)
- California (2004)